# Simon Messagier
Pour les articles homonymes, voir Messagier.
 (mai 2023).
Si vous disposez d'ouvrages ou d'articles de référence ou si vous connaissez des sites web de qualité traitant du thème abordé ici, merci de compléter l'article en donnant les références utiles à sa vérifiabilité et en les liant à la section « Notes et références ».
Simon Messagier, né à Paris le 24 mars 1958 et mort le 14 mars 2019 à Lougres, est un peintre, graveur, céramiste français.
Il est le fils cadet de Jean Messagier, peintre, graveur, sculpteur et de Marcelle Baumann, céramiste.

## Biographie
Durant son passage aux Beaux-Arts de Paris et à l'Académie Charpentier, il fréquente le muséum d'Histoire Naturelle, où il hante la section d'entomologie.
Passion profonde, il exerce le métier d'entomologiste de 1976 à 1984 pour se consacrer finalement à l'art, puis unir ces deux centres d'intérêt.
Il travaille alors à la transcription des points de jonction entre art et science. D'une part, avec l'apport de la nature et d'autre part avec sa représentation artistique grâce aux moyens du dessin, de la peinture et de la céramique. Ses recherches débouchent au début des années 2000 sur "Révélaberration", alliance non seulement de l'art et de la science, mais aussi d'une dimension psychologique et sociale évidente liée aux deux domaines.
Décelant dans l'aberration de l'ornithoptera victoriae epiphanes, exemplaire unique de papillon en vente à Drouot, toute la richesse de la contradiction du monde actuel, il décide de le signer et de revendiquer lors d'un "manifeste" regroupant plusieurs acteurs des domaines concernés cette évidente aberration, traversée de l'inconscient.(Révelaberration, Néo éditions, Besançon, 2006).
Ses recherches portent ensuite sur Le Passenture. Quatrième temps, où le passé, le présent et le futur se mélangent, se "mêment" temps, l'art n'étant, selon lui, qu'artefact (recueil symbiotique "Le Passenture", Néo éditions, Autrey-lès-Gray, 2012).
Ses derniers travaux explorent "La tache fluide", expression de la nature et du temps dans une démarche minimaliste de la matière et du support diluée par l'eau.
Simon Messagier est mort le 14 mars 2019 à Lougres (Doubs),.

## Expositions personnelles
- 1987  Galerie Étienne de Causans. Paris
- 1988  Galerie de la Basse Fontaine (avec Benoît Holliger). Vence
- 1990  Galerie Katia Granoff. Paris
- 1991  Centre d'art contemporain. Montbéliard
- 1994  Galerie Larock-Granoff. Paris
- 1995  Librairie Caricatures. Belfort
- 1996  Musée d'Art et d'Histoire. Belfort
- 1998  Palais ducal. Nevers
- 1999  Galerie Larock-Granoff. Paris
- 2006  Pavillon des Sciences. Montbéliard
- 2007  Galerie-librairie Carré d'art. Colmar
- 2007  Bibliothèque municipale. Ornans
- 2008  Galerie Larock-Granoff. Paris
- 2010  Galerie Perrin. Montbéliard
- 2012  Galerie Greset. Besançon

## Commandes publiques
- 1996  Peinture murale "Chant de l'âme". Lougres

## Collections publiques
- 1994  Musée des Beaux-Arts. Dijon
- 1996  Musée d'Art et d'Histoire. Belfort
- 1997  Centre International de Création Vidéo Pierre Schaeffer (CICV). Hérimoncourt
- 1998  Palais ducal. Nevers

## Ouvrages
- Non-Matière (avec Benoît Holliger). Éditions de l'Ophrydie, Saint-Janet 1987
- Rejoignances. Les feuilles de Lune, Bretigney 1998
- Quelques miroirs intérieurs, recueil de dessins 1991-2001.Éditions galerie Larock-Granoff, Paris 2002
- Yle. La voie du Chamane : Simon le Messager (avec Jean-Yves Bernaud). La cuvotte / La Font, 2005
- Révélaberration. Préface de Zéno Bianu. Néo Éditions, Besançon 2006
- Hic et nunc avec Benoît Holliger et Francette Messagier. La Font 2006
- Livre Chat / Livre Vache / Livre Insectes avec Francette Messagier. La Font 2007
- Avaler le temps. Éditions Néo, Besançon 2008
- Le Passenture. Extrait édité sur carte postale. Carted, Siouville 2009
- Multiple unique, Michel Butor et Simon Messagier.Editions Rémy Maure, Paris 2011
- Le Passenture. Néo éditions, Autrey-lès-Gray 2012.

## Illustration d'ouvrages
- 25 parfums pour un bal à n'os, Matthieu Messagier. Éditions Fata Morgana, Saint-Clément 1995
- Coléoptères Cerambycidae, Benoît Holliger et Hervé Brustel. Association des naturalistes de l'Ariège, La Bastide de Sérou 1995
- Livre Cochon et Livre Champignons, collectif. Les feuilles de Lune, Bretigney 1995-1999
- Précis de l'hors rien, Matthieu Messagier. Éditions Fata Morgana, Saint-Clément 2001
- Le proche est ailleurs, Maryse Haerdi. Éditions Carmin, Paris 2001
- En descendant du mont Tchong-Nan, poème de Li Po traduit par Patrick Carré et Zéno Bianu. Éditions Remy Maure, Paris 2003
- L'épouvantable ogre des neiges trappé par 80 diablotins, Maryse Haerdi illustré par Patrick Favardin, Jean-Pierre Haerdi, Simon Messagier, Tigrane. Éditions Carmin, Paris 2003
- Aquamancies, dix poèmes inédits de Matthieu Messagier, introduction de Michel Bulteau, illustré de dix gravures originales de Catherine Bolle, Samuel Buri, Jorge Camacho, Pierre Courtin, Novello Finotti, Umberto Maggioni, Simon Messagier, Giulia Napoleone, Louis Pons, Yvan Theimer. Editions Studio d'arte Gibralfaro, Venise 2004
- Les orchidoptères, Michel Butor. Éditions Remy Maure, Paris 2004
- Les Écrits mystiques de Vicence, Jacques Ferry, préface de Zéno Bianu et Alain Jouffroy. Le Castor Astral, Paris 2006
- Sept haikus pour lâcher prise, Zéno Bianu. Edition Le temps volé, Paris 2006
- Le Déluge d'Ovide. Éditions Remy Maure, Paris 2007
- L’Oiseau dans la tourmente, poème de Michel Butor composé à partir de quatre pointes sèches originales. Éditions Rémy Maure, Paris 2008
- Le Triangle des Bermudes, Michel Butor. Éditions Rémy Maure, Paris 2008
- Le Bateau ivre, Arthur Rimbaud. Editions Rémy Maure, Paris 2011

## Expositions collectives et salons
- 1998 à 2000. 2004. 2005  Salon de Mai. Paris
- 2005  Exposition des dessins originaux de l'ouvrage de Maryse Haerdi : L'épouvantable ogre des neiges trappé par 80 diablotins. Œuvres de Favardin, Jean-Pierre Haerdi, Simon Messagier et Tigrane. Galerie Lee. Paris
- 2006-2007  Exposition Insectes : entre art et science. Collections d'insectes de 5 entomologistes, travail de 25 artistes contemporains autour des œuvres de Simon Messagier. Pavillon des Sciences. Montbéliard
- 2007  Exposition Insectes : entre art et science. Galerie-librairie Carré d'art. Colmar
- 2007  Art en mai : Gilbert Coquiart, Micheline Florent, Christian Fuchs, Paul Gonez, Simon Messagier, Jo Monnet, Serge Neimer, Patricia Peterschmitt, Dominique Sosolic, Christophe Wehrung. Les Halles. Pont-de-Roide
- 2007  Exposition Insectes : entre art et science. Bibliothèque municipale. Ornans
- 2007  Exposition Les Messagier : Marcelle, Jean, Francette, Simon, Thomas, Matthieu. Artothem - Centre Argile. Autrey-les-Gray
- 2007   Salon du Livre d’art. Centre d’animation et de loisirs. Ornans
- 2008   Salon d’art naturaliste. Musée d’histoire naturelle. Bordeaux
- 2009  Exposition Sculptures. Artothem - Centre Argile. Autrey-les-Gray
- 2010  Expositions Le Voyage et Art Postal, art posté. Musées de Montbéliard
- 2011  Exposition de Noël. Galerie Perrin. Montbéliard

## Film
- Les rivières de l’âme de Simon Messagier, montage Pierre Bongiovanni, musique Sébastien Maillet. Vidéo de 36 minutes. 2009. http://www.laurentine.net/spip.php?article65 ou l'univers quotidien d'un contemplatif vu au travers de la fonction film de son appareil photo.